# نیوکاسل غربی
نیوکاسل غربی (به لاتین: Newcastle West) یک منطقهٔ مسکونی در جمهوری ایرلند است که در Limerick واقع شده‌است. نیوکاسل غربی ۶٬۶۱۹ نفر جمعیت دارد و ۵۵ متر بالاتر از سطح دریا واقع شده‌است.

## خواهرخوانده
شهر Chartres-de-Bretagne خواهرخواندهٔ نیوکاسل غربی هست.